# ریچارد مارکوند
ریچارد مارکوند (انگلیسی: Richard Marquand؛ ۲۲ سپتامبر ۱۹۳۷ – ۴ سپتامبر ۱۹۸۷) کارگردان، فیلم‌نامه‌نویس و تهیه‌کننده اهل بریتانیا بود.